# Rony Abovitz
Rony Abovitz là một doanh nhân người Mỹ, người sáng lập và CEO của startup thực tế tăng cường Magic Leap. Vào tháng 10 năm 2014, startup này đã quyên góp được hơn 540 triệu USD vốn mạo hiểm từ Google và các nhà đầu tư khác.
Trước khi lập nên Magic Leap, Abovitz từng là đồng sáng lập MAKO Surgical Corp., một công ty chuyên sản xuất các bục hỗ trợ cánh tay robot phẫu thuật. Ông theo học trường Đại học Miami, nơi ông lấy được bằng thạc sĩ về kỹ thuật y sinh.